# سواد (عراق)

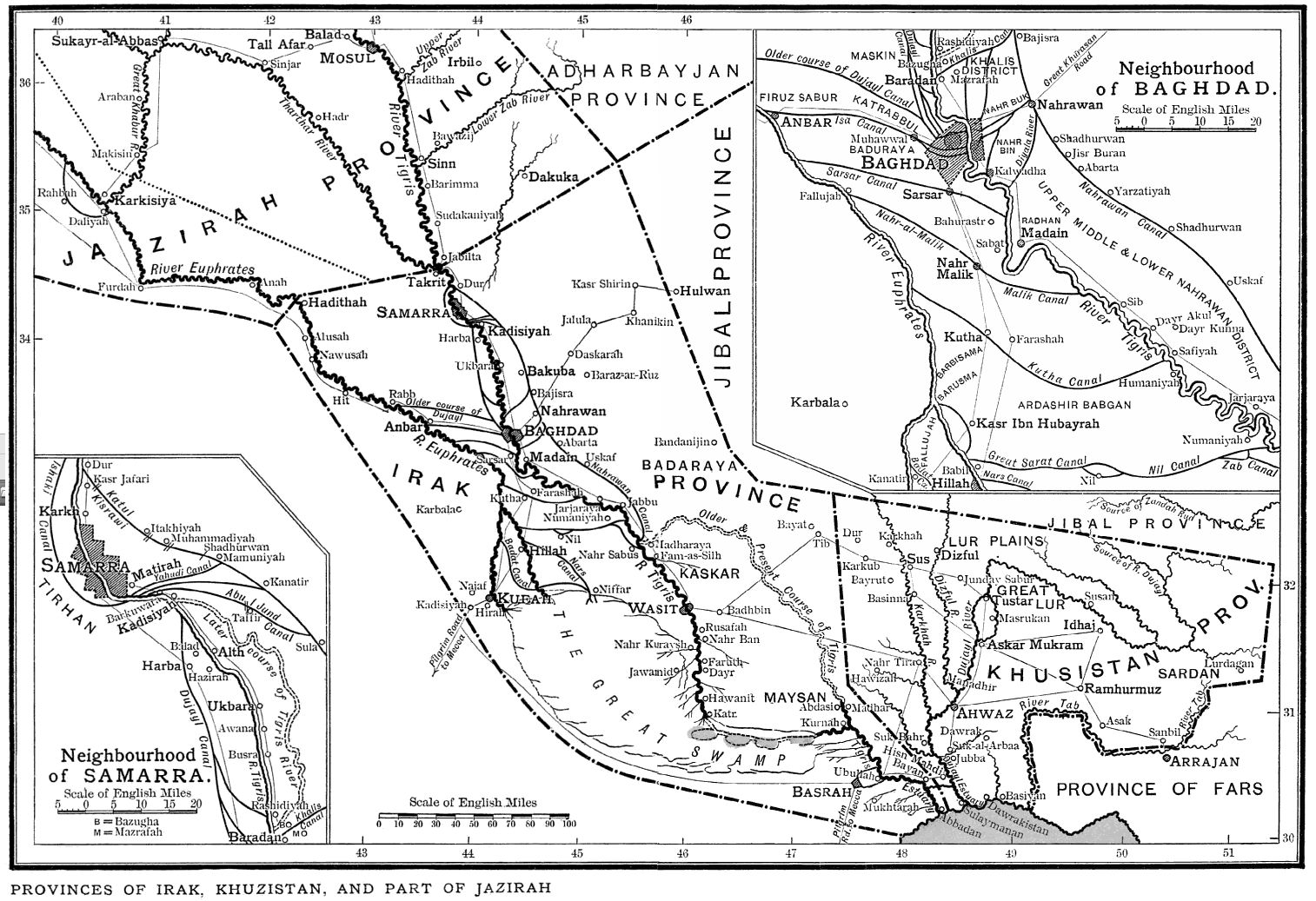
عراق

سواد به بخش واقع میان دجله و فرات در زمان خلفای عباسی گفته می‌شد. شهر واسط را حجاج بن یوسف در وسط سواد بنا نهاد.
سواد، نامی است که در دوران اسلامی (قرن‌های هفتم تا دوازدهم میلادی) برای جنوب عراق به کار برده می‌شد. این کلمه به معنی «زمینِ سیاه» است و دلیل آن مقایسه جلگه آبرفتی میانرودان با صحرای عربستان است. در دوران بنی امیه و بنی عباس، این کلمه بار سیاسی - اداری داشت که به کل سرزمین امروزی کشور عراق (به جز صحرای غربی عراق و الجزیره در شمال آن) گفته می‌شد.